# Hermann Eckstein (1903-1976)
Pour les articles homonymes, voir Eckstein.
Cet article concerne le légionnaire et Compagnon de la Libération français. Pour l'industriel et banquier allemand, voir Hermann Eckstein.
Hermann Eckstein (Neresheim, 3 août 1903 - Baden-Oos, 27 novembre 1976) est un militaire franco-allemand, Compagnon de la Libération par décret du 26 août 1943. Engagé dans la Légion étrangère, il sert dans les colonies françaises pendant plus de dix ans avant le déclenchement de la Seconde Guerre mondiale. Engagé dans les Forces françaises libres, il s'illustre en Afrique du nord puis, après la guerre, part terminer ses jours dans son pays natal.

## Biographie

### Avant-guerre
Fils d'un maçon de Neresheim, dans le Bade-Wurtemberg, Hermann Eckstein naît dans cette ville le 3 août 1903. À 21 ans, il s'engage pour cinq ans dans la légion étrangère. Affecté au 3e REI puis au 1er RE, il est projeté en Algérie et en Indochine. Au terme de son contrat en 1929, il se réengage pour deux ans et est promu caporal en 1931. Prolongeant à nouveau, il passe caporal-chef en 1932 et est affecté successivement au 4e RE, au 1er RE et au 5e REI. Après un deuxième séjour en Indochine de 1934 à 1937, il rejoint le Maroc où il est stationné au moment où survient la déclaration de guerre.

### Seconde Guerre mondiale
Naturalisé français en novembre 1939, il est affecté à la 13e DBLE en février 1940. Au sein de cette unité, il participe deux mois plus tard à la campagne de Norvège. De retour en France le 15 juin, le corps expéditionnaire se retrouve face à l'avancée des troupes allemandes et, n'étant pas en mesure de reprendre immédiatement le combat, est contraint d'évacuer le pays. Déplacé en Angleterre avec son unité, Hermann Eckstein apprend la nouvelle de l'armistice et choisit de se rallier aux Forces françaises libres. Après avoir participé à l'Expédition de Dakar et à la Campagne du Gabon, il est promu sergent en décembre 1940. Il part ensuite combattre l'armée italienne en Érythrée où il s'illustre lors de la bataille de Keren en stoppant seul la progression d'un groupe de soldats ennemis. Puis la 13e DBLE participe à la campagne de Syrie contre les troupes du régime de Vichy. De retour en Afrique au début de l'année 1942, Hermann Eckstein participe à la bataille de Bir Hakeim où son unité est chargée de couvrir le repli britannique et parer l'offensive de l'Africakorps de Rommel. Confronté à partir du 27 mai à l'assaut des troupes germano-italiennes, il se distingue en tant que chef de pièce antichar en détruisant cinq chars italiens dès le premier jour de combat. Le 4 juin, il stoppe une colonne d'automitrailleuses allemandes et continue les jours suivants à tenir son poste en repoussant tous les assauts ennemis mais il est blessé le 8 juin, la main arrachée par un éclat d'obus. Lors de l'évacuation générale du poste de Bir-Hakeim, dans la nuit du 10 au 11 juin, il est transporté en ambulance mais celle-ci est touchée par le feu ennemi. À nouveau blessé, cette fois à la jambe, Hermann Eckstein tente de rejoindre le point de ralliement par ses propres moyens. Mais épuisé, il s'effondre et se fait rattraper par l'avancée ennemie. Fait prisonnier par les italiens, il est interné au camp de Bergame. Bénéficiant d'une libération pour raisons sanitaires, il gagne l'Égypte en avril 1943. Promu sergent-chef, il est envoyé au Levant où il est affecté comme cadre à l'École militaire des troupes spéciales à Homs en Syrie. Il passe adjudant en février 1945 puis adjudant-chef peu de temps avant d'être réformé à la suite de ses blessures en août 1945.

### Après-guerre
Après avoir quitté le service, Hermann Eckstein se retire dans son Allemagne natale où il se marie. Il meurt le 27 novembre 1976 à Baden-Oos où il est inhumé.

## Décorations
|  |  |  |
|  |  |  |

| Officier de la Légion d'Honneur | Officier de la Légion d'Honneur | Compagnon de la Libération                                                   | Compagnon de la Libération                                                   | Médaille militaire                       | Médaille militaire                       |
| Croix de Guerre 1939-1945       | Croix de Guerre 1939-1945       | Médaille coloniale Agrafes "Maroc 1925", "Érythrée", "Libye" et "Bir-Hakeim" | Médaille coloniale Agrafes "Maroc 1925", "Érythrée", "Libye" et "Bir-Hakeim" | Chevalier de l'Ordre du Ouissam alaouite | Chevalier de l'Ordre du Ouissam alaouite |